# Kick Groot
Kick Groot (Koog aan de Zaan, 5 april 1998) is een Nederlands voetballer die als verdediger bij ODIN '59 speelt. Hij is de kleinzoon van Cees Groot.

## Carrière
Kick Groot, kleinzoon van oud-Ajax-spits Cees Groot, speelde in de jeugd van ZVV Zaandijk, KFC en AZ. In het seizoen 2016/17 kwam hij één keer in actie voor Jong AZ, waarmee hij kampioen werd van de Tweede divisie en naar de Eerste divisie promoveerde. Op 22 december 2017 debuteerde hij in de Eerste divisie, in een thuiswedstrijd tegen N.E.C. Hij kwam in de 59e minuut in het veld voor Vincent Regeling. Hij speelde dat seizoen 11 wedstrijden voor Jong AZ in de Eerste divisie. In 2018 maakte hij transfervrij de overstap naar Telstar. In de seizoenen 2019/20 en het grootste deel van 2020/21 kwam hij niet in actie vanwege een ernstige knieblessure. Hierna vertrok hij naar ODIN '59.

### Statistieken
| Seizoen                       | Club           | Land           | Competitie         | Competitie | Competitie | Beker | Beker | Totaal | Totaal |
| Seizoen                       | Club           | Land           | Competitie         | Wed.       | Dlp.       | Wed.  | Dlp.  | Wed.   | Dlp.   |
| ----------------------------- | -------------- | -------------- | ------------------ | ---------- | ---------- | ----- | ----- | ------ | ------ |
| 2016/17                       | Jong AZ        | Nederland      | Tweede divisie     | 1          | 0          | –     | –     | 1      | 0      |
| 2017/18                       | Jong AZ        | Nederland      | Eerste divisie     | 11         | 0          | –     | –     | 11     | 0      |
| 2018/19                       | Telstar        | Nederland      | Eerste divisie     | 6          | 0          | 0     | 0     | 6      | 0      |
| 2019/20                       | Telstar        | Nederland      | Eerste divisie     | 0          | 0          | 0     | 0     | 0      | 0      |
| 2020/21                       | Telstar        | Nederland      | Eerste divisie     | 3          | 0          | 0     | 0     | 3      | 0      |
| 2021/22                       | ODIN '59       | Nederland      | Derde divisie Zat. | 6          | 0          | 1     | 0     | 7      | 0      |
| Carrièretotaal                | Carrièretotaal | Carrièretotaal | Carrièretotaal     | 27         | 0          | 1     | 0     | 28     | 0      |
| Bijgewerkt op 31 oktober 2021 |                |                |                    |            |            |       |       |        |        |